# Paragorgia arborea
Espèce
Synonymes
- Alcyonium arboreum Linnaeus, 1758[1]
- Briareum arboreum (Linnaeus, 1758)[1]
- Dendridium arboreum (Linnaeus, 1758)[1]
- Paragorgia nodosa Koren & Danielssen, 1883[1]
- Paragorgia pacifica Verrill, 1922[2]

Paragorgia arborea est une espèce de corail de la famille des paragorgiidés. En anglais, on le nomme bubble gum coral (« corail chewing-gum ») en raison de sa forme et de sa couleur.

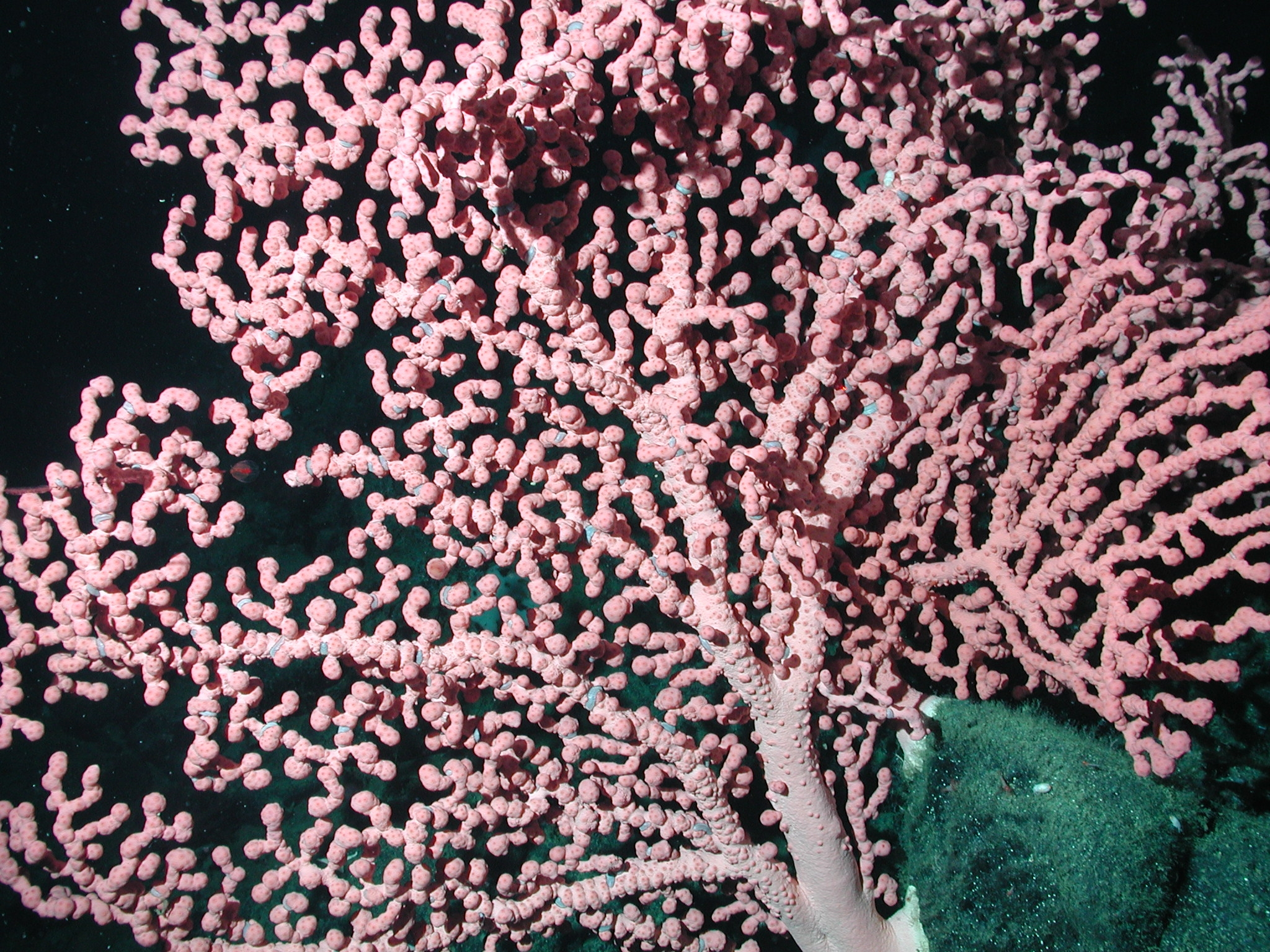
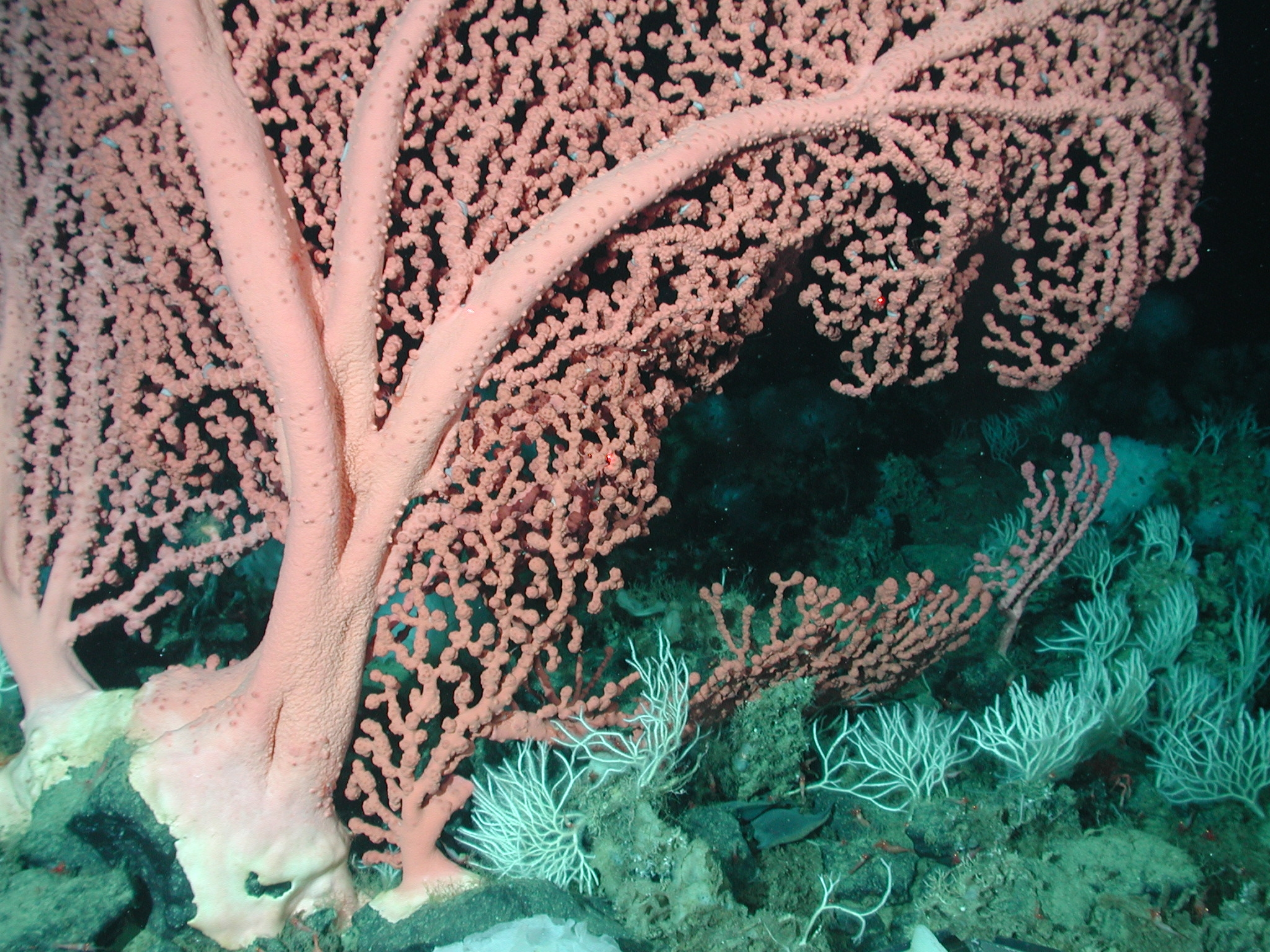
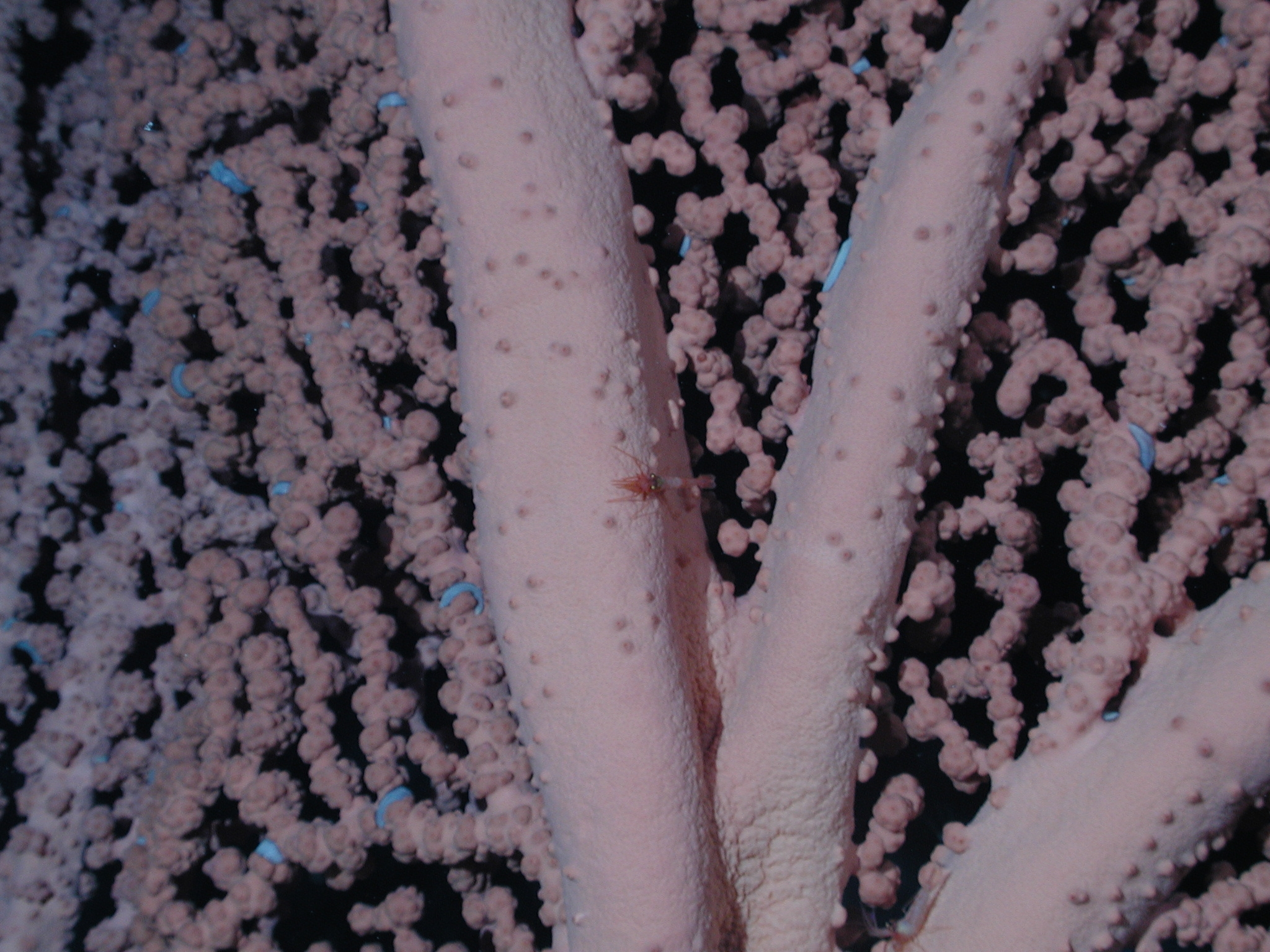